# Goulash

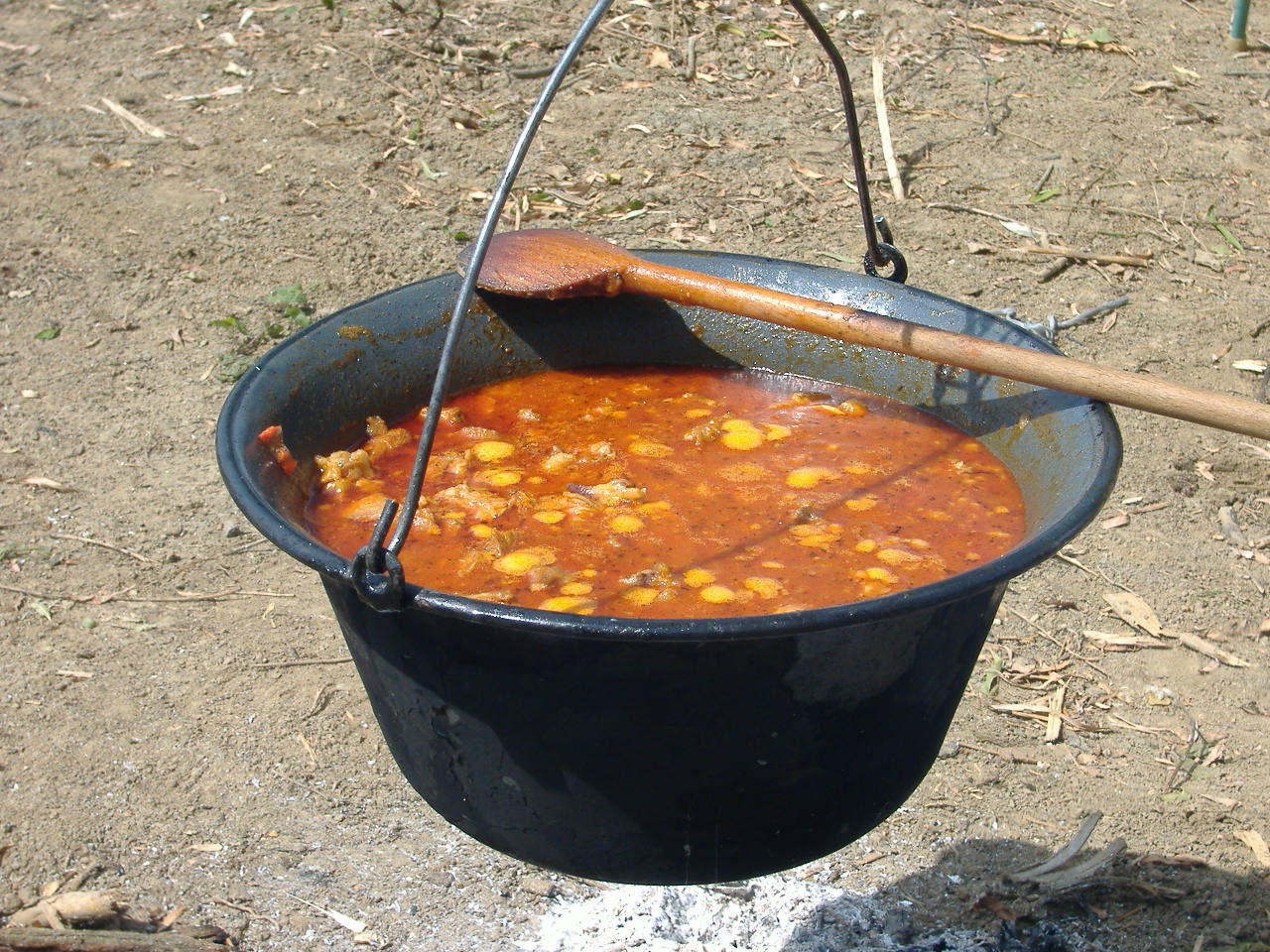
Traditionele bereidingswijze

Goulash of goelasj (Hongaars: gulyás, Kroatisch: gulaš, Roemeens: gulaş, Pools: gulasz, Tsjechisch: guláš, Duits: Gulasch) is de Hongaarse nationale schotel en is een soep. De sterk ingedikte variant is een vleesstoofpot (in het Hongaars Pörkölt genaamd - dit is wat meestal goulash genoemd wordt). Er zijn veel varianten van goulash, bijvoorbeeld met rundvlees, schapenvlees, varkensvlees en vis. Deze laatste is een zeer pikante variant.
Niet alleen in Hongarije maar ook in andere Centraal- en Zuidoost-Europese landen, zoals in Duitsland, Roemenië en het voormalige Joegoslavië is goulash populair.

## Recept
Goulash wordt normaal bereid in een grote ketel (Hongaars: bogrács) die men boven een houtvuur hangt. Dan wordt het gerecht "bográcsgulyás" genoemd. 
De bereiding duurt een aantal uren, waarbij men voortdurend in de soep roert en kokende vleesbouillon of water toevoegt. 
Naast het vlees zijn de andere ingrediënten meestal:
- uien
- knoflook
- zoete paprikapoeder en pittige paprikapoeder
- karwijzaad (oftewel kummel)
- rode paprika
- laurierblad